# حلمي أوكي
حلمي أوكي (بالتركية: Hilmi Ok)‏ هو لاعب كرة قدم وحكم كرة قدم تركي، ولد في 18 يناير 1932 في إسطنبول في تركيا، وتوفي في 15 فبراير 2020. لعب مع غلطة سراي.

## وصلات خارجية
- حلمي أوكي على موقع Soccerway.com (الإنجليزية)